# りんごちゃん (ものまねタレント)
りんごちゃん（1988年〈昭和63年〉6月26日 - ）は、日本のものまねタレント、YouTuberである。所属事務所はイマーゴプロモーション（業務提携：エイジアプロモーション）。

## 来歴・人物
青森県十和田市出身。他所で生まれ育った後、小学生の頃に十和田市に引っ越す。実家は中華料理店。地元の青森県立三本木農業高校を卒業後に18歳で上京、アルバイトやテレビドラマのエキストラをしながら芸能界を目指す。エキストラ時代には、『貧乏男子 ボンビーメン』（日本テレビ）などに出演していたことがある。
子供の頃は、近所の人達などから、おとなしく動物好きの優しい子というイメージを持たれていたという。3歳頃に子供用の着物を着て美空ひばりのまねをするなど、子供の頃から物真似をやっていた
。小学校高学年から武田鉄矢扮する、ドラマ『3年B組金八先生』の主人公・金八先生（坂本金八）のまねを始めた。当時から普段なよなよした感じだったが、驚いた時に低い声が出て周りにウケたことから、本人は「この頃がギャップものまねの原点」としている。
ものまねタレントとして活動を始め、「武田鉄矢」「大友康平」「吉幾三」といった物真似を、地声とされる野太い歌声で披露する“ギャップものまね”を得意としており、容貌とのギャップが注目される。物真似ネタで流す音楽をかける前には必ず「ミュージック・スターティン！」と、掛け声を発している。井上陽水の物真似を始めたきっかけは、通っていた高校の数学の先生の声質が陽水に似ていたことで、先生の挨拶に物真似するように返していたら、自分の声質が陽水そっくりだと気付いたからだという。自分の物真似のシステムは「物真似する人が自分の身に降りてきて出てくる」ものだという。
2014年には『ものまねグランプリ』（日本テレビ）に出演し、井上陽水の『リバーサイドホテル』の物真似を披露したが、この時はその後のブレイクには至らなかった。この他には、2015年9月『有田チルドレン』（TBS）、2018年1月『にちようチャップリン』（テレビ東京）などにそれぞれ出演していた当時や、『ウチのガヤがすみません!』（日本テレビ）に出演し出したばかりの頃は、「ちゃん」が無い「りんご」という名前で出演していた。
2019年1月に出演した『ウチのガヤがすみません!』がきっかけとなりものまねタレントとしてブレイク。それ以降は企業の発表会などの仕事も殺到するようになる。
2020年9月17日、故郷の十和田市から「十和田奥入瀬観光大使」に任命された。
「年齢、性別ともに不詳」という設定だが、年齢については2019年9月時点で「りんご31個分」と表現していたり、同年12月の『中居正広の金スマSP』（TBS）で「年齢は88年生まれ? そういうことでいいですよ〜」と率直に答えていたりなど、実際のところは特に秘匿していない。性別についても銀座のニューハーフパブで働いていることを過去に公言している。
浜崎あゆみの大ファンで、小学校高学年から彼女のメイクやネイルを雑誌で研究していた。しかし、共演については「もし会ってしまったら目標がなくなっちゃいそうなので…。」との事で「逆に大好きすぎて会いたくないかも。」という。小学生の頃から浜崎の曲に支えられ、好きな浜崎あゆみの曲ランキング1位は「Step by step」。「辛くても、「あと一歩踏み出すことで世界は変わるんだよ！」と教えてくれた曲」だと語っている。
芸名の由来となった果物のリンゴは好物ではないことを公言している。
大友康平のまねをしていたある日、ネタ中にマイクスタンドの高さ調節のグリップが突然緩んで下がりだすハプニングがあった。それに合わせて腰を落としてマネをし続けた所いつも以上にウケたことから、以降大友のマネをする時は基本的に大股でするようになったとのこと。

## ものまねレパートリー
| - 秋川雅史（映像 - YouTube） - ATSUSHI - アヴちゃん - あの - 井上陽水（映像 - YouTube） - 石川さゆり - 宇多田ヒカル - 大友康平（映像 - YouTube） - 大黒摩季（映像 - YouTube） - GACKT - 木下晴香 - きゃりーぱみゅぱみゅ - 桑田佳祐 - 甲本ヒロト | - 小林幸子 - コウメ太夫 - サンプラザ中野くん - 坂本冬美 - 椎名林檎 - 武田鉄矢（映像 - YouTube） - 出川哲朗 - ToshI - 豊川悦司 - 中村倫也 - ナダル - 長渕剛 - 中島美嘉 - 浜崎あゆみ - 平井堅 | - ビートたけし - 福山雅治（映像 - YouTube） - マツコ・デラックス - 松山千春 - 松田聖子 - 美空ひばり - 美輪明宏 - 森山直太朗 - 森山良子 - 持田香織 - 安岡力也 - 矢沢永吉 - YOU - 吉幾三など |

## 出演

### バラエティ
日本テレビ系
- ウチのガヤがすみません! - 準レギュラー出演
- 行列のできる法律相談所
- ダウンタウンDX（読売テレビ）
- スクール革命!
- ものまねグランプリ
- 嵐にしやがれ
- 有吉ゼミ
- 今夜くらべてみました
- メレンゲの気持ち
- 人生が変わる1分間の深イイ話
- しゃべくり007
- 秘密のケンミンSHOW（読売テレビ）
- ZIP! - 2019年8月2日 - 30日、2019年8月度月替わり金曜パーソナリティー
- 笑点 特大号（BS日テレ）
- 有吉の壁 - 12回ゲスト出演

その他の局
- 有田チルドレン（2015年9月1日 - 22日、TBS）
- クイズ☆正解は一年後（2020年、TBS）
- お願い!ランキング（テレビ朝日）
- そろそろ にちようチャップリン（テレビ東京）
- 7.2 新しい別の窓（AbemaTV）
- 10人旅（フジテレビ）
- 志村けんのだいじょうぶだぁ（フジテレビ）
- VS嵐（フジテレビ）
- 中居正広の金曜日のスマイルたちへ（TBS）
- ゆうドキッ!（2019年11月7日、奈良テレビ放送）
- 大竹まこと ゴールデンラジオ!（2020年4月23日、文化放送）
- ぐるり東京　江戸散歩（2022年9月10日、MX）
- ポップUP!（フジテレビ） - 中継コーナー
- ぽかぽか（フジテレビ） - 膝にやさしい!山手線 駅から歩いて60秒グルメ
- 千鳥の鬼レンチャン（フジテレビ）

### ウェブテレビ
- 家-1グランプリ2020〜お笑い自宅芸No.1決定戦〜（2020年5月3日、ABEMA） - 決勝進出者[22]

### テレビドラマ
- M 愛すべき人がいて 最終話（2020年7月4日、テレビ朝日）[23]
- 刑事アフター5（2020年） - 西条エリナ 役
- 極主夫道 第5話（2020年11月8日、日本テレビ） - 車で龍を撥ねてしまった女 役
- 殴り愛、炎（2021年4月2日・9日、テレビ朝日） - 看護師 役
- ブラッシュアップライフ 第5話（2023年2月5日、日本テレビ）- 本人 役(劇中でのテレビシーン)
- だが、情熱はある 第9話（2023年6月4日、日本テレビ） - 女優 役

### 配信ドラマ
- 私の部下のハルトくん（2020年7月7日 - 9月1日、Paravi） - 桃田咲太郎 役[24]

### 舞台
- 劇団バルスキッチン 第24回公演『どぎまぎメモリアル』〜どぎどぎピンクバージョン〜（2023年3月21日 - 26日、バルスタジオ） - 御鏡美羅 役[25]
- 劇団バルスキッチン 第43回公演『商店街グランドリオン』（2025年9月3日 - 7日〈予定〉、あうるすぽっと） - 田中朝子 役[26]

### 劇場アニメ
- クレヨンしんちゃん 激突! ラクガキングダムとほぼ四人の勇者（2020年） - リンゴ・イチゴ・メロン 役[27]

### 音楽
- NHKバーチャル紅白歌合戦（2020年1月1日、NHK総合テレビジョン） [28]

### ミュージックビデオ
- GENERATIONS from EXILE TRIBE「DREAMERS」（2019年）[29]

## 受賞
- Yahoo! JAPAN：「Yahoo!検索大賞2019」お笑い芸人部門賞（2019年）[30]